# Wilton (condado de Hillsborough)
Wilton es un lugar designado por el censo ubicado en el condado de Hillsborough en el estado estadounidense de Nuevo Hampshire. En el Censo de 2010 tenía una población de 1.163 habitantes y una densidad poblacional de 230,63 personas por km².

## Geografía
Wilton se encuentra ubicado en las coordenadas 42°50′49″N 71°44′16″O / 42.84694, -71.73778. Según la Oficina del Censo de los Estados Unidos, Wilton tiene una superficie total de 5.04 km², de la cual 5.04 km² corresponden a tierra firme y (0%) 0 km² es agua.

## Demografía
Según el censo de 2010, había 1.163 personas residiendo en Wilton. La densidad de población era de 230,63 hab./km². De los 1.163 habitantes, Wilton estaba compuesto por el 96.39% blancos, el 0.6% eran afroamericanos, el 0.17% eran amerindios, el 1.12% eran asiáticos, el 0% eran isleños del Pacífico, el 0.6% eran de otras razas y el 1.12% pertenecían a dos o más razas. Del total de la población el 2.24% eran hispanos o latinos de cualquier raza.